# Pagsanjan
Pagsanjan (đọc 'Pag-sang-han') là một đô thị hạng 2 ở tỉnh Laguna, Philippines. Theo điều tra dân số năm 2000 của Philipin, đô thị này có dân số 32.,622 người trong 7.274 hộ. Đô thị này có cự ly 92 km về phía nam Manila. Ở đây có thác nước Pagsanjan hay (thác nước Magdapio).

## Các đơn vị hành chính
Pagsanjan được chia ra 16 barangay.
| - Anibong - Biñan - Buboy - Cabanbanan - Calusiche - Dingin - Lambac - Layugan | - Magdapio - Maulawin - Pinagsanjan - Barangay I - Barangay II - Sabang - Sampaloc - San Isidro |